# クロード・ミレール
クロード・ミレール（Claude Miller、1942年2月20日 - 2012年4月4日）は、フランス・パリ出身の映画監督・脚本家。

## 来歴・人物
1942年2月20日、パリに生まれる。
1962年、IDHECに入学。
同校卒業後、マルセル・カルネ監督『マンハッタンの哀愁』（1965年）の助監督として映画界に入り、ミシェル・ドヴィル監督『Martin soldat』（1966年）、ロベール・ブレッソン監督『バルタザールどこへ行く』（1966年）、ジャン＝リュック・ゴダール監督『ウィークエンド』（1967年）、ジャック・ドゥミ監督『ロシュフォールの恋人たち』（1967年）などの助監督を経て、『暗くなるまでこの恋を』（1969年）から『アメリカの夜』（1973年）までのフランソワ・トリュフォー作品の製作主任を務め、『アデルの恋の物語』ではプロデューサー。そのかたわら『アメリカの夜』等1970年代前半のトリュフォー組撮影監督のピエール＝ウィリアム・グレンを迎え2本の短編を撮る。
1976年、『いちばんうまい歩き方』で長編監督デビュー。セザール賞6部門（主演男優賞、監督賞、作品賞など）にノミネートされ、ブリュノ・ニュイッテンが撮影賞を受賞。
1988年、4年前に死去したトリュフォーがクロード・ド・ジヴレーと執筆した遺稿シナリオをもとに、リュック・ベロー、アニー・ミレールと共に脚色した『小さな泥棒』をシャルロット・ゲンズブール主演で監督。美術デザイナーには晩年のトリュフォー作品を支えたジャン＝ピエール・コユ＝スヴェルコを起用した。
映画館チェーンのヨーロッパ・シネマ Europa Cinemas社代表も務めた。
2012年4月4日、数ヶ月の闘病の末に死去。70歳没。

## 監督作
- 1967：Juliet dans Paris (短編)
- 1969：La Question ordinaire (短編)
- 1971：Camille ou la Comédie catastrophique (短編)
- 1976：いちばんうまい歩き方 La Meilleure façon de marcher ＊シネクラブ上映
- 1977：愛していると伝えて Dites-lui que je l'aime ＊特殊上映
- 1981：勾留[1] Garde à vue 「検察官」(DVD題)「レイプ殺人事件」(TV放映)
- 1983：死への逃避行 Mortelle randonnée'
- 1985：なまいきシャルロット L'Effrontée
- 1988：小さな泥棒 La Petite Voleuse
- 1992：伴奏者 L'Accompagnatrice
- 1994：オディールの夏 Le Sourire
- 1998：ニコラ La Classe de neige
- 2000：魔女たちの部屋 La Chambre des magiciennes シネクラブ上映
- 2001：ベティ・フィッシャーといろいろ　Betty Fisher et autres histoires TV5MONDEで無字幕放映
- 2003：リリィ La Petite Lili DVDスルー
- 2007：ある秘密 Un secret ＊フランス映画祭2008での上映題は『秘密』
- 2009：Marching Band
- 2009：Je suis heureux que ma mère soit vivante (ナタン・ミレールとの共同監督)
- 2011：Voyez comme ils dansent
- 2012：テレーズ・デスケルウ Thérèse Desqueyroux　＊フランス映画祭上映  ・WOWOW放映及びDVD化題「テレーズの罪」

## 受賞
- 2007年『ある秘密』第31回モントリオール世界映画祭グランプリ受賞

## 家族
- ピエール＝ウィリアム・グレンの妹アニー・グレンと結婚。その後は彼女はアニー・ミレールの名でトリュフォー監督作『野生の少年』に夫・息子ナタン・ミレールとともに出演、夫のデビュー作『いちばんうまい歩き方』では編集助手。脚本執筆に参加しつつ、『オディールの夏』以降、夫や息子の作品のプロデューサーとなる。現レ・フィルム・ド・ラ・ボワシエール Les Films de la Boissière社代表。
- 『いちばんうまい歩き方』に出演していた息子のナタン（当時子役）はのちに『伴奏者』や『オディールの夏』の助監督を経て、短編映画を演出した（1997年）。